# 2020 KY11
2020 KY11 ist ein Planetoid, der in der zweiten Mai-Hälfte 2020 entdeckt wurde und zur Gruppe der Kuipergürtel-Planetoiden gehört. Das Objekt läuft auf einer fast kreisrunden Bahn in ungefähr 365 Jahren um die Sonne. Die Bahnexzentrizität seiner Bahn beträgt 0,02, wobei diese 8,0° gegen die Ekliptik geneigt ist.
Man beachte, dass die Bahndaten trotz einer uncertainty=3 noch sehr unsicher sind, da nur ein Beobachtungsbogen von 2 Tagen zur Verfügung steht.